# ندیلیکو لابروویچ
ندیلیکو لابروویچ (انگلیسی: Nediljko Labrović؛ زادهٔ ۱۰ اکتبر ۱۹۹۹) بازیکن فوتبال اهل کرواسی است.
وی همچنین در تیم‌های ملی فوتبال زیر ۲۰ سال کرواسی و کرواسی بازی کرده‌است.